# Luis Chiriboga Acosta
Luis Chiriboga Acosta (Riobamba, Chimborazo, Ecuador, 6 de octubre de 1946) es un empresario e ingeniero ecuatoriano. Fue presidente de la Federación Ecuatoriana de Fútbol, cargo que ocupó por casi 18 años, hasta que se le encontró culpable de corrupción, en Estados Unidos y en Ecuador. Se halló involucrado en el Caso de corrupción de la FIFA de 2015, y ha sido sentenciado por la justicia ecuatoriana.

## Biografía
Nació el 6 de octubre de 1946 en Riobamba, Ecuador. Estudió en el colegio Normal Católico Cardenal de la Torre y realizó la carrera de ingeniería civil en la  Universidad Central.
En 1976 llegó a ser vocal del directorio del Deportivo Quito, equipo del cual es hincha. En 1981-1982 fue vicepresidente del club, y luego presidente de 1983 hasta 1993. Pasó por etapa difícil con el descenso del equipo a la Serie B del torneo de 1979. Luego ascendió nuevamente a la Serie A junto al Ing. Ney Mancheno, Francisco Acosta, Marcelo Espinoza, Alejandro Barragán, Jorge Machado, Rodrigo Jijón, Enrique Cruz, Luis Bastidas, Luis Reinoso, Augusto Díaz, Ramiro Espinoza, Jorge Solís y Augusto Espinoza.
En el plano institucional realizó la construcción del complejo Ing. Ney Mancheno. Logró obtener el vicecampeonato en 1985, luego de 17 años que el equipo no lo conseguía. También obtuvo otro vicecampeonato en 1988 y consiguió que el equipo llegué por cuarta vez en su historia a la Copa Libertadores, hasta la segunda etapa, además de la consagración de Álex Aguinaga.
Regresó al equipo en 1996 y junto a dirigentes jóvenes como Galo Jaramillo, Francisco Chiriboga, Patricio Salazar, Alfonso Reyes, Luis Salas, Jaime Molina y Patricio Mena, consiguieron en 1997 el vicecampeonato.
En 1994 es postulado como titular de la Federación Ecuatoriana de Fútbol, sin embargo Galo Roggiero es quien gana las elecciones. Con el respaldo de varios clubes y asociaciones, gana los comicios y asume la presidencia de la Federación Ecuatoriana de Fútbol el 7 de noviembre de 1998. En su presidencia se realizó la construcción de la nueva y definitiva sede de la Federación, la Casa de la Selección. También se logró crecer en el ámbito internacional con propuestas de partidos amistosos con selecciones europeas.
El 18 de noviembre de 2016 la justicia ecuatoriana sentencia a 10 años de prisión a Luis Chiriboga por lavado de activos.